# Gordon (Georgia)
Gordon è una città degli Stati Uniti d'America, situata in Georgia, nella Contea di Wilkinson.